# Аспідинол
Аспідинол (aspidinol) — хімічна сполука класу кетонів. Інша назва — 1-(2,6-дигідрокси-4-метокси-3-метилфеніл)-1-бутанон. Хімічна формула — C12H16O4. Видобувається з коренів чоловічої папороті (Dryopteris filix-mas). Трапляється також в інших видів папоротей. Синтезується з 2-метилфлороглюцинол 1-метилового ефіру.

## Фізичні властивості
Жовтий кристалічний порошок.. Температура плавлення — 156-161°С. Температура кипіння— 380,5°C при 760 мм рт. ст. Щільність— 1173 кг/м³.

## Практичне значення
У медицині використовується як антигельмінтний засіб проти цестод.